# Região Mixteca

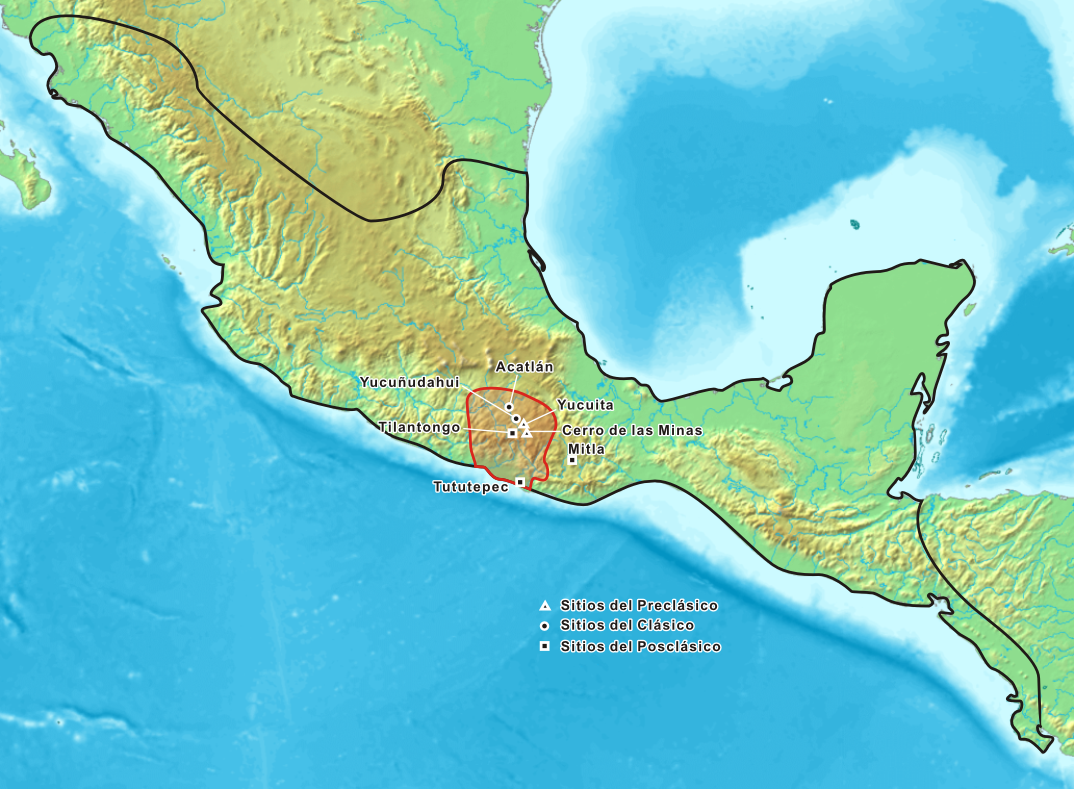
Região Mixteca histórica. Os triângulos representam sítios arqueológicos do pré-clássico, os círculos sítios do clássico e os quadrados representam sítios do pós-clássico.

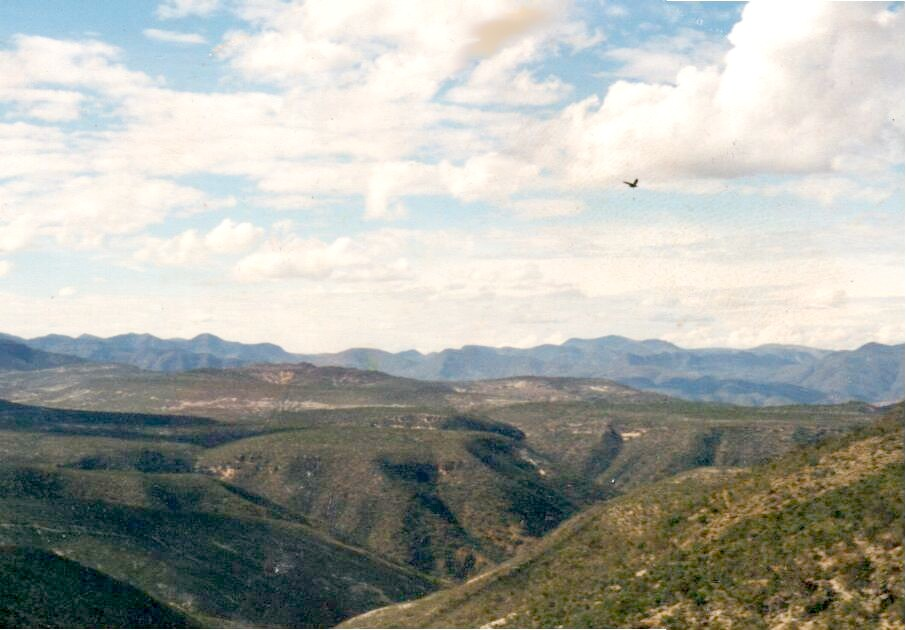
A serra Mixteca, cerca de Nativitas Monte Verde, no estado de Oaxaca.

A região Mixteca é uma zona cultural, económica e política partilhada entre os estados mexicanos de Puebla, Guerrero e Oaxaca. Situa-se no sul do México e deve a sua unidade como região a dois factos distintos: por um lado, a presença do povo mixteca, que ocupou historicamente esta região; por outro, o facto de que se trata de uma zona em que convergem o Eixo Neovulcânico e a Sierra Madre del Sur. La Mixteca, como é conhecida no México, ocupa uma superfície de aproximadamente 40 mil quilómetros quadrados. 

## Geografia
A Mixteca é uma região de grandes contrastes. Como foi dito antes, está delimitada pela Sierra Madre del Sur e pelo Eixo Neovulcânico. A oriente, está limitada pelo canhão de Cuicatlán, pelos Vales Centrais de Oaxaca e a região chatina. A ocidente, a Mixteca termina nas serras que limitam os vales de Morelos e a região central de Guerrero. O seu limite sul é constituído pelas costas do Oceano Pacífico. Devido à presença das grandes cadeias montanhosas, a Mixteca caracteriza-se por apresentar um relevo extremamente acidentado, que inclusivamente tem afectado as comunicações com o resto do México.
A Mixteca divide-se em três áreas, em função da altitude do terreno:
- Mixteca Baixa: zona noroeste do estado de Oaxaca e sudoeste de Puebla.
- Mixteca Alta: noroeste de Guerrero e oeste de Oaxaca.
- Mixteca da Costa: corresponde à Costa Chica, que é partilhada pelos estados de Guerrero e Oaxaca.